# Santo Stefano Medio
Santo Stefano Medio, conosciuta anche come Santo Stefano Mezzano (Santu Stefanu Minzanu in dialetto messinese), è una frazione del comune di Messina, situata 12 km a sud dal centro città, appartenente alla Circoscrizione I.
Il villaggio è posto in una vallata attraversata dal torrente Santo Stefano che divide il paese in due contrade.

## Toponimo
Il villaggio prenderebbe il nome da un abate basiliano, tale Stephanus, che era il priore della prima chiesa costruita in contrada "Bruca".
Gli aggettivi Medio e Mezzano (i cui corrispettivi latini medius e medianus si traducono con "frapposto, situato a metà strada" ) fanno riferimento alla collocazione geografica del paese, incastonato tra Santo Stefano di Briga e Santa Margherita.
Per un certo periodo di tempo, il villaggio fu chiamato Santa Maria dei Giardini.

## Storia
Anche se il castello bizantino-normanno viene datato attorno alla fine del X secolo, l'origine del villaggio è stimata attorno al XII secolo, quando i monaci basiliani costruirono una chiesa dedicandola a Santa Maria ed a San Costantino.
Il sacerdote officiante si chiamava Stephanus e il casale prese nome da lui.
Agli inizi del XV secolo, un'inondazione distrusse il villaggio e la chiesa basiliana, che fu ricostruita al centro del paese intitolandola a Santa Maria dei Giardini. mutando anche il nome del villaggio che si chiamò come la sua santa protettrice.
Nello stesso periodo fu introdotta la coltivazione del gelso indispensabile per l'allevamento del baco da seta, sviluppando una fiorente attività artigianale di fabbricazione della seta che raggiunse il suo culmine nel XVI secolo.
Con la Rivolta antispagnola di Messina del 1674-78, anche il territorio di Santo Stefano Medio, com'era già toccato agli altri casali, venne confiscato e messo all'asta, divenendo proprietà di alcuni signorotti locali che incrementando la coltivazione degli agrumi, determinarono una profonda crisi dell'attività serica, che sebbene non sparita del tutto, continuò stentatamente sino agli anni quaranta del XX secolo, quando cessò per la forte concorrenza delle fibre sintetiche.
Nel 1727, con la fine della dominazione spagnola, i terreni ritornarono al demanio e venduti ad alcune famiglie della locale borghesia.

## Monumenti e luoghi d'interesse
- chiesa madre Santa Maria dei Giardini conserva al suo interno una tavola raffigurante la santa opera del pittore Girolamo Alibrandi (1570-1624); un quadro raffigurante "La pesca miracolosa" del pittore Commandè (1580-1634); un Crocifisso sullo sfondo di un affresco del 1722; un Ciborio di pietra, forse dell'antica chiesa basiliana andata distrutta; il soffitto in legno è del XVIII secolo.
- chiesa San Nicola: quadro raffigurante la "Madonna dell'Idria" del pittore Francesco Scarrata del 1604
- chiesa dell'Annunziata
- rudere della chiesetta di Santo Stefano
- chiesa di San Gaetano patrono del villaggio
- ex chiesa Sant'Antonio abate
- rudere della chiesa di Sant'Isidoro
- Capitello votivo a San Gaetano: meta di pellegrinaggio nel mese di agosto

## Infrastrutture e trasporti
Il villaggio di Santo Stefano Medio può essere raggiunto attraverso la strada provinciale 36 di Santo Stefano di Briga che partendo dal Ponte Santo Stefano attraversa Santa Margherita e Santo Stefano Medio, prima di raggiungere Santo Stefano di Briga. La viabilità minore è rappresentata da vicoli e scalinate.
Una linea di autobus, gestita da ATM, collega Santo Stefano Medio ai villaggi a monte e a fondovalle e al centro di Messina.

## Eventi e manifestazioni
- Festa di San Gaetano Thiene:

Il 7 agosto, si festeggia San Gaetano da Thiene, il patrono del "Mezzano". Per tutta la settimana vengono organizzate manifestazioni culturali, rassegne fotografiche, balli e canti, e anche un pellegrinaggio alle acque di Petroieni, dove si trova, sotto la roccia pendente, un'edicola con l'effigie di san Gaetano. Il sabato sera, inoltre, in piazza Santa Maria dei Giardini si esibisce la banda musicale "S. Cecilia" di Santo Stefano Medio. Il pubblico, visto il periodo estivo, è ricco di emigrati al Nord per esigenze di lavoro. La domenica, invece, si comincia con i "botti" mattutini, mentre per il pomeriggio è prevista la processione del simulacro di San Gaetano che attraversa tutte le vie del villaggio. Verso mezzanotte sono i giochi pirotecnici a chiudere la settimana di festa in onore del santo.
- Festa di Sant'Antonio Abate:

Il 17 gennaio, invece, i mezzanoti ricordano Sant'Antonio Abate patrono del bestiame. Una manifestazione più popolare e caratteristica rispetto alla precedente. Il venerdì nella parte inferiore del torrente, si procede all'allestimento del fuoco, (operazione che richiede notevole dispendio di energia soprattutto per la raccolta della legna da ardere). Il sabato alle 19:00 viene acceso il grande fuoco e il simulacro del santo viene portato nelle vicinanze. Alle 20:00 si procede con la sagra dei "maccaruni cu zucu di scucciddi, frittuli e sosizza. La domenica, come di consueto, si dà luogo alla processione, particolarmente sentita dalla popolazione locale.
Subito dopo (alle 20.30 circa) la piazza Santa Maria dei Giardini viene invasa da centinaia di persone, pronte ad assistere alla pantomima "U camiddu e l'Omu Sarbaggiu", pantomima che rievoca lo sbarco normanno in Sicilia. L'epico scontro tra il normanno, il conte Ruggero e i saraceni che all'epoca (1061) dominavano l'isola.